# Quedara
Quedara là một chi bướm ngày thuộc họ Bướm nâu.